# Ptychadena perplicata
Ptychadena perplicata là một loài ếch trong họ Ptychadenidae.
Loài này có ở Angola, Zambia, và có thể cả Cộng hòa Dân chủ Congo.
Các môi trường sống tự nhiên của chúng là xavan ẩm và đầm nước ngọt có nước theo mùa.